# グローランサーV
『グローランサーV -Generations-』（GROW LANSER V -Generations-）は、2006年8月3日にアトラスから発売されたPlayStation 2用ゲームソフト。続編に『グローランサーVI』がある。このため本作には数々の伏線が存在する。

## 概要
ジャンルはノンストップドラマティックRPG。キャラクターデザインはうるし原智志。画面は全て3Dに変更され、戦闘はシームレスで展開し、非戦闘時同様主人公を直接操作するなど、過去の作品と比べると若干アクション性の強いものとなっている。この新戦闘システムは本作でのユーザーの不満点を次回作で改善するなど、実験的な色が濃い。リングウェポンや魔石（精霊石）は全て廃止され、アビリティツリーという全く新しい成長システムが採用された。
今作ではオープニングのみならず、ストーリー上でもアニメーションが挿入される。オープニングは前作と違ってストーリー上のアニメを編集したものであり、この方式は次回作も同様である。また、妖精キャラも引き続き登場し、前作同様、育成する事が出来る。しかし大幅な仕様の変更に伴い、休暇を始めとする前作のシステムの多くが廃止された。

## ストーリー
今作のストーリーは複数の章（ロール）に分けられ、それぞれ別のキャラを操作する事となる。主人公であるゼオンシルトはロール5から登場するので、ロール1～4はプロローグ、ロール5が本編となる。他にも特定の条件で発生する短いロールも存在し、本編とのデータのリンクもある。ロール1～4が非常に長く、繰り返しプレイを行う際にショートカットする事も出来ない為、かなり長いプレイ時間を要する点が大きな不満点として挙げられている（本編も長編であった『I』や『IV』と比べると短い）。また、クリア後の引き継ぎ要素が少ない点も不満点として挙げられている。これらの問題点は次回作で解消され、遊びやすくなった。
ロール1
本編の20年前の物語で、本編ロール中最も古い年代のストーリー。青年期のセルディスが平和を求め旅する、その顛末が描かれる。
パーティーメンバーはセルディス、アイザック、ヴァネット。
ロール2
ロール1より20年後。平和維持軍の姿勢に懐疑を投げかける歴史学者ランディの物語で、シリルティア王国を舞台に展開する。
パーティーメンバーはランディ、ビリィ、シェリス。
ロール3
ロール1の時点で滅ぼされた旧ネイラーン王国（現自治区）が舞台。元将軍ロックバインを軸に、被占領国として虐げられる民の姿と祖国奪還のため暗躍する策謀の様が描かれる。
パーティーメンバーはロックバイン、グローマー、ビリィ（ビリィと入れ替わりでフェルナンド）。
ロール4
平和維持軍研究員ファニルが自身の仮説を証明するために妖精を探索する。
パーティーメンバーはファニル、クライアス、アレッサ。
ロール5
物語の本編。主人公ゼオンシルトが維持軍に入隊し、さまざまな困難に立ち向かう。
基本となるパーティーメンバーはゼオンシルト、ファニル、クライアス、メルヴィナ、ランディ。サブロールをクリアしていれば任意でシェリスとルーファスも加入可能。
シェリスロール
時期的には本編の中盤に位置する。シリルティア王国近衛隊長シェリスが、自身の兄である国王暗殺未遂事件の解決に向かう。
パーティーメンバーはシェリス、サフィア。
ルーファスロール
時期的には本編の終盤に位置する。クライアスの思想に賛同したルーファス大尉の動向が描かれる。
パーティーメンバーはルーファス、バクター、ストレイ。
ジークヴァルトロール
本編よりさかのぼる事二百数十年。クィーン打倒を目指すジークヴァルトの物語。
パーティーメンバーはジークヴァルト、エル。

## 登場人物

### ジェネレーションズ
それぞれが過去に人間のために戦った者たちの意思を受け継いでいる「ジェネレーションズ（新世代）」。アレッサ以外は、ロール5のパーティーメンバー。
ゼオンシルト（名前変更可能）
声：鈴村健一（ドラマCD及び続編VI）
本作の主人公。19歳。長身に短く切り揃えた金髪と、赤を基調として金色のアクセサリーを身につけた薄着の服装が特徴。平和維持軍が作ったワースリー村で育った孤児。スクリーパーに襲われて瀕死の重傷を負った際、軍の手術を受けて生還。目を覚ました時に平和維持軍実行部のメルヴィナに連れて行かれ、彼も維持軍のメンバーとなる。同時にメルヴィナと同じ部署に入隊したことで、彼女は自分の上司となる。1号細胞を埋め込む手術によってスクリーパーの力を抑制する超音波結界を習得した。
ただし、この細胞は放っておくと肉体を侵食してスクリーパーに作り変えてしまう。そうさせないために猛毒を生み出してスクリーパー細胞の侵食を防ぐ新たな細胞が埋め込まれたが、これも放っておくと猛毒に侵されて死んでしまう。そこで人間から抽出された物質（バイタルエネルギー）から作り出した薬を定期的に飲み続けることで延命が可能。この事実を知ったクライアスからは「こんなやつがいたなんて！」と落胆され、アレッサからも「人間の命を喰らう化け物」と見られていた。
手術を施したのはアイザックの指示によるもので、ゼオンシルトと同様に命に危機に瀕したものに施術を行うことでスクリーパーの切り札を生み出していた。最終的に「時間を凍結する封印」を細胞に行うことで薬の摂取を必要としなくなった。また、能力そのものは残されており、ゼオンシルト自身の能力として発現が可能。
スクリーパーの細胞を持つことからか、序盤で謎の少女（クイーンスクリーパーの分身）に出会った際は頭を撫でられている。しかし、中盤以降は完全に敵視されている。
武器は両手に1本ずつ持つ双刃槍。使いこなすのが難しいといわれているロックバインの武器を完全に使いこなせるほどの才能を持つ。
能力成長はキャラメイキングの結果にもよるが、基本的になんでも平均以上にこなせるオールラウンダー。また、キャラメイキングの結果次第で通り名が変わる。
続編『グローランサーVI』や『カオスウォーズ』においてはクールで憂鬱な雰囲気をかもし出す青年として描かれている。しかし、仲間に対する気持ちは強い。『グロランサーVI』のドラマCDにも登場している。
実母であり、スクリーパーを倒すため我が身を差し出し「超音波結界」を会得した正義戦隊の一員である女性「ロミナ」のジェネレーション。
コリン
声：又吉愛
森で仲間達と暮らす妖精。妖精を研究するファニルと出会い、彼女と行動を共にする。その後、平和維持軍の一員となったゼオンシルトに何となく付いて行き、ある事件をきっかけにして以後ずっと一緒に居る。好奇心旺盛で何にでも首を突っ込みたがる。コリン攻略には妖精コンテスト本選での優勝が必須だが、かなりの額の資金を投じるか、ラナの実を落とす敵から強奪して貯め、彼女自身の育成をする必要がある。また、ゼオンシルトの最強防具入手の条件となっている（ゼオンシルトの装備及びステータスは、次回作である6にそのまま引き継がれる）。
彼女にもエンディングは存在するが、『I』のティピや『IV』の使い魔と違い、個別エンディングを迎えても人間になる事は無い（一方で、コリンのライバルであるユリィは次回作『VI』の個別エンディングで人間になる）。
クライアス
声：三木眞一郎
21歳。平和維持軍総司令セルディスの息子にして平和維持軍政治部所属。父と同じ銀髪に、海賊のキャプテンのような服装が特徴的。父の片腕として各国との折衝に当たっているが、いつの頃からか情熱を失ってしまっていた（冒頭でシェリスとの会話では、彼女の発言に消極的な対応をしている）。シリルティア王国のシェリスとは幼馴染であり、その関係上、シェリスの兄（現国王）とも仲が良く実の兄弟のような関係だった。
ドラマCDによれば、失意の始まりは2年前。出没していた野盗たちがネイラーンの残党であるという噂が流れていた。もしもグランゲイルが犯人を捕らえ、残党であるのが事実だとすれば戦争の口実を与えかねないため平和維持軍の人間として内密に捕らえることになった。しかしクライアスに任されたのは、「今回の一件が政治問題に発展すると平和維持軍が睨んでいる」というポーズを見せるためだけだった。クライアス自身はグランゲイルとネイラーンを和解させるチャンスと見ていたがセルディスに出しゃばるなと止められてしまう。この任務の際にメルヴィナと初めて顔を合わせることになった。このことからセルディスと自分が目指す「平和」は違うとショックを受けてしまう。グランゲイル軍に先を越され野盗は捕らえられており、一人の少年まで野盗の息子というだけで虐待に近い扱いを受けていた。クライアスたちは少年を助けたが、その少年は父親を脱獄させてしまう。これにより追撃のために現れたグランゲイル軍と、脱獄した野盗の仲間たちが鉢合わせとなり、国を奪われた者と国を奪った者同士で憎しみをぶつけ合い戦いが起こってしまった。これに対しアイザックはアドモニッシャーを起動させることで脅しつけ両者の戦闘を中断させた。これらの現実を目の当たりにし、セルディスに報告した後は「これが現実だ。理想ばかり追い求めてはいけない」と諭されてしまう。
しかし、ゼオンシルトと出会ったことで、再び独自の世界平和への道を模索することとなる。彼が「お前達のことを部下だと思ったことは一度も無い」という発言をする為、よく勘違いされるが、ゼオンシルトの直接の上司は政治部のクライアスではなく、実行部所属のメルヴィナである。当然、研究職のファニルの上司でもない（作中で別働隊として動くことになった際は、上官であるクライアスがゼオンシルトおよびファニルに命令権を持っている）。
バイタルエネルギーの事実が暴露された時にはゼオンシルトに八つ当たりをしてしまうものの、自力で頭を冷やし解決策を見つけ出すことに成功する。八つ当たりの件も重々反省し、後にゼオンシルトに謝罪している。
武器は曲刀。リーチが短い代わりに硬直時間が短く、足が早いこともあって手数で勝負できる。最大HPが高くINTが低い、典型的な前衛型。率先して動く素早さは、戦闘から逃げる際に邪魔になってしまうこともある。
実父であり、平和維持軍の司令官「セルディス」のジェネレーション。
メルヴィナ
声：石塚さより
22歳。副司令アイザックの副官にして平和維持軍実行部所属で、ゼオンシルトの直属の上官である。あまり感情を表に出さないクールな性格だが、時折悲しげな表情を見せることもある。とあるきっかけからおとぎ話に興味があり、伝承等に詳しい。まとっている衣装は、頭の羽飾り以外維持軍僧兵の制服に準拠している。スクリーパーの襲撃で重症を負ったゼオンシルトが目を覚ました時に現れ、彼を平和維持軍に勧誘する。ロール5では最初の仲間となる。
正体は龍玉守護者の隠れ里の族長の孫娘でアイザックの長女。族長家の跡取りでありながら「裏切り者の娘」として祖父以外の村人から村八分な扱いを受け続けてきたため、父親を恨んでいた。その為龍玉奪回の任務に自ら志願し、工作員として平和維持軍に入隊した。やがて平和維持軍の理想への共感、そしてゼオンシルト達への友情と任務との間で苦しむことになる。龍玉を持ち出して同志たちに同流するが、最終的にはゼオンシルトたちに味方し本当の意味で「裏切り者」となってしまう。以後は本心からゼオンシルトたちの仲間となり力となった。
ドラマCDにも登場。野盗を捕らえるため、クライアス、アイザックの両名と任務に当たった。その際に野盗の子供が「罪人の息子」というだけでグランゲイル軍に捕らわれそうになっていることを知り、激昂を見せている。
武器は大鎌。攻撃力は高い部類だが、鈍足で硬直時間も前衛の中では比較的長め。回復系の呪文習得が早い。
実父であり、平和維持軍の副指令である「アイザック」のジェネレーション。
ファニル
声：牧口真幸
17歳。ロール4の操作キャラ。平和維持軍の研究員。人付き合いが苦手で引っ込み思案だが、優秀な頭脳を持ち、一度見た書物や図形などを完璧に記憶するという特技がある。グランゲイル国民であり、亡父は前ヤージェン村領主（現在は叔父夫婦が領主を務めている）。
学力はあるものの行動面では冷静さに欠け、ギャリックの挑発を受けて感情をあらわに非難をしたり、龍玉盗難事件で予測済みであったメルヴィナ=窃盗犯一味の現場に興奮して奇襲の機会を潰す、バイタルエネルギーの件が暴露された時には当事者であるゼオンシルトを放り出す形で泣き続け一晩がかりでランディに慰められる等。劇中では感情的に動いて周りに迷惑をかける事例が目立つ。
武器はロッドで、遠距離攻撃。魔法は攻撃・回復ともに習得が早い。HPやSTRが極めて低く、鈍足な代わりにMPとINTが飛びぬけて高い。後衛・魔法タイプ。
幼い頃に自分の素質を引き出すきっかけとなった師ペルナギのジェネレーション。
ランディ
声：矢尾一樹
36歳。ロール2の操作キャラで、ロール5でも仲間として加入する。シリルティア王国の歴史学者で、国内外に名を知られるほどの遺跡探索のプロ。ジュワイナ在住。妻子、特に娘のアンを溺愛している。彼のエンディングを見るにはゼオンシルトの出生の秘密を明かす必要がある。
「正義」に燃える熱い性格であると同時に、アイザックが自分を恨ませることで娘の精神を保とうとしていたことを看過する、バイタルエネルギーの秘密が暴露された時に当事者であるゼオンシルトに決断を任せる代わりに自分は如何なる決断でも全面協力を約束する等メンバー中一番冷静な言動を取る。
元正義戦隊の正義グリーンであり、ロール1登場時は戦隊メンバー最年少の16歳であった。特にリーダーである正義レッドとその支えとなったロミナを尊敬していた。
しかし仲間たちは「ヤクト・スクリーパー」の襲撃によって命を奪われてしまう。生き残ったロミナとランディはそれぞれ別々の道を歩むこととなった。その復讐心は強く、ヤクト・スクリーパーを倒しに行く際は「私に必ず声をかけて欲しい」と何度もゼオンシルトに念を押していた。
武器としてカードを投げて使用する。遠距離攻撃キャラ。魔法も得意だが、若干打たれ弱くHPも低め。
正義戦隊のリーダーでありゼオンシルトの実父でもある「正義レッド」のジェネレーション。
シェリス
声：浅川悠
19歳。シリルティア王国国王の妹で、近衛騎士団長を務める。国王である兄が病弱な関係で、兄の代理として平和議会に出席する。クライアスとは幼馴染の関係で平和維持軍との関係は良好。セルディスたちが築いた平和を守りたいと考えており、その正義感・使命感は強い。また、数少ない女性ルーク・スレイヤーでもある。サブロールの操作キャラの一人で、彼女のロールをクリアすると仲間に出来る。ただし連れて歩けるのは終盤となる。
武器は巨大な鉄扇。硬直がクライアスに次いで短く足も早い。魔法も多く習得しており不得意ではないが、前衛能力により長けている。
ドラマCDによれば女性に王位継承権はないとのこと。また同CDでは彼女がクライアスの過去をゼオンシルトに語るというところからスタートする。
直接の面識はないが、幼少からセルディスと共に歩みその理想のために最後まで戦い抜いた女性ヴァネットのジェネレーション。
ルーファス
声：保志総一朗
22歳。グランゲイル王国軍の将校で、階級は大尉。グランゲイルに3人いるスレイヤーの1人。平和維持軍に敵意を持つが、温厚な性格で礼儀を欠かさない。ギャリックとは同僚にして親友の関係。サブロールの操作キャラの一人で、彼のロールをクリアすると仲間に出来る。ただし連れて歩けるのは終盤となる。
武器は鞭。全能力が非常に高いが、硬直時間は本編パーティーメンバー中最も長い。
ジークヴァルトとの戦いにより志半ばでこの世を去ったグランゲイル王国軍中将「ウォルゲイナー」のジェネレーション。
アレッサ
声：生天目仁美
19歳。平和維持軍の研究員で、遺跡調査が専門である。ファニルの幼馴染であり親友。母子でファニルの邸宅に住み込みで働いていたが、母親はアレッサの維持軍入隊直前に病死している。実はネイラーンからスパイであり、ネイラーン国民として祖国復興を願っている。その後、ロックバインの命令で生物兵器の復活を画策する。
ロール4で仲間として戦う際には、ボウガンを武器として使用する。最終決戦の際はNPCとして加入し、ゼオンシルトとともにクイーンスクリーパー打倒の切り札となる。彼女が倒されるとゲームーオーバーとなる。
誰ともエンディングを迎えなかった場合、最後は彼女と会話を交わすことになる。クイーンスクリーパーを倒して得た平和を守ることはアレッサも異議はなく、ゼオンシルトと和解し笑顔を見せる。
人類を守るために孤独な戦いを続け、すべてを敵に回してでもクイーン打倒を掲げた「ジークヴァルト」のジェネレーション。

### 平和維持軍
エイミー
声：相橋愛子
19歳。平和維持軍実行部所属（ゼオンシルト、メルヴィナとは別の隊）。ゼオンシルトとは同郷の幼馴染であり、同じく瀕死の重傷を負った後、超音波結界の能力を得ている。ドラマCDによれば物語後半時点で部隊長に就いており、ゲーム本編でもそれを窺わせる活躍をする。
NPC参加の際には両手にトンファーを装備して戦闘に加わる。
ラッシュ
声：不明
ゼオンシルトとエイミーの兄貴分であり、同郷の仲間。相当な剣の使い手として知られており、村の英雄的存在である。
彼が流行り病にかかったことで病気となり、家族を失う。彼自身もいつ死んでもおかしくない状態であったが、平和維持軍によりスクリーパーと人間の細胞が融合した1号細胞を移植されたことで延命する。ゼオンシルトやエイミーと同じく、彼にも超音波結界の能力が備わっている。
VIではミュータント・スクリーパー化になった状態で登場。死に瀕したゼオンシルトを守るため、自我を失いつつも共闘してくれる。その後、人目に触れないように彼は海へと向かっていってしまった。

### 平和維持軍（設立メンバー）
セルディス
声：永野広一
設立時は24歳、現在では44歳。ロール1の操作キャラ。青年時代はかつて生まれ育った孤児院が戦争に巻き込まれて焼かれて以来、ヴァネットと共に戦争を無くす方法を探して旅をしていた。その方法が、かつて長い間平和を保っていた古代帝国にあると考える。
古代兵器アドモニッシャーを発見し、これを戦争を止める手段として活用しようと言うアイザックに最初は反対するも、戦争で命が失われ続ける現状を改めて目の当たりにしたことで決意を固め、アドモニッシャーを軸とする平和維持軍の設立者となる。そして、自らは平和維持軍総司令となる。ただし、強大な力を持つ自らが発言すれば、それが「独裁」と受け取られかねないこともあって、各国に対してはよほどの事がない限り軍事行動は行っていない。
アイザック
声：金光宣明
設立時は26歳、現在では46歳。青年時代は妻が戦争によって殺されたことで戦争を憎み、平和を実現するために強大な力を求め旅をしていた。そして、古代兵器アドモニッシャーを発見後、これを兵器として戦争当事国に使用し、強大な武力を誇示することで戦争行為を止める案を主張する。
セルディスと共に平和維持軍を設立後は、平和維持軍の副司令となる。
龍玉を管理していた秘宝守護者の隠れ里の一員であり族長の娘婿という立場にあったが、龍玉をアドモニッシャーの動力として盗み出してしまう。
ヴァネット
声：神田理江
セルディスと同じ孤児院の出で、セルディスと共に戦争を無くす旅を続けていた。セルディスに思いを寄せており、セルディスからのプロポーズを受けて結婚し、クライアスを出産する。しかし、産後間もない身でありながらセルディスのために戦場に出て来てしまい、その無理がたたって亡くなる。23歳没。
ペルナギ
声：ゆきじ
ポトラド人の博士。優れた頭脳と技術の持ち主。閉鎖的なポトラド人にしては珍しく外の世界に興味があり、各地を放浪の末古代遺跡にてセルディス達と出会い、古代兵器アドモニッシャーを復活させた。
アラン
声：不明
グランゲイル王国の富豪カインズ家の当主。元はセルディス、ヴァネットと同じ孤児院の出で養子の身である。再会したセルディスの思想に賛同し、資金提供を申し出る。
アドモニッシャーの砲撃によりグランゲイルが壊滅的な打撃を受けて以後、カインズ家はその責を問われ国外追放となってしまう。

### シリルティア王国
サフィア
声：不明
シリルティア南方地域の警護についている女兵士。シェリスロールで仲間に加わるほか、ロール5序盤の平和議会にもシェリスの供として登場している。補助・回復の魔法に秀でた能力を持つ。顔グラフィックは『グローランサーIV Return』のグローリアのものを流用している。
アン
声：不明
ランディの娘。カエルのグッズを集めるのが趣味。お土産の平和維持軍記念メダルを「あれは無い」と言い切る、子供扱いはやめて欲しいと言う、化粧セットで喜ぶ、と、かなりませているが父にはそんな素振りは見せない。
スヴェイル
前シリルティア国王の兄にして、シェリスの伯父。自身が国王になるため、甥である現国王に毒を盛っていた。後に、シェリスとゼオンシルトによって悪事が暴かれ、今の地位を失うこととなる。作中に直接登場はせず、存在や動向が語られるのみである。
グロフ准将
声：不明
スヴェイルの息がかかった、「スヴェイル派」というべき軍人。シェリスを目の仇にしており、会うたびに嫌味ばかり言う。功を求める性格で勝手に軍を動かし、平和維持軍を攻め落とそうとしたことでシェリスに捕らえられてしまう。

### ネイラーン王国
ロックバイン
声：大友龍三郎
51歳。ロール3の操作キャラ。ネイラーン王国軍の元将軍で、現在は自警団としてかろうじて存続を許された旧王国軍を率いている。ネイラーンがグランゲイルとの戦争に敗れ、被占領国となって以降は亡き王の遺児ヴィットーリオを守りつつ、ネイラーン再興に向けて動く。双刃槍の名手で若い頃はナイト・スレイヤーとして名声を広めていたが、歳を重ねた現在、病にかかっており余命幾許もない状態となっているため、力量に衰えが見え始めている。
なお、敗戦によって将軍としての地位は失われているが、これまでの功績で国内外の人々から尊敬されている人物のため多くの人々から「ロックバイン将軍」と敬意を込めて呼ばれている。また、グランゲイルの人間も同様に呼んでいるがこちらは先述したのと同じ敬称か、「グランゲイルに出血を強いた憎い敵将」という意味が込められた蔑称である。
ヴィットーリオ
声：松野太紀
ネイラーン王家の王子。ネイラーンがグランゲイルに敗れ、国王であった父を処刑されるもロックバインによって助け出され、生き続けてきた。そして、グランゲイル領ながら自治権を認められたネイラーンの代表として平和議会に出席する立場となる。22歳。年齢の近いビリィとは立場を超えた親友である。
当初はロックバインの行動に否定的だったが、彼の死後はその志を引き継ぐこととなる。しかしクライアスたちに説得され、戦争によるネイラーン復権を目指すのではなく、話し合いで解決するという提案に応じる。
最期までネイラーンを思いやって志半ばでこの世を去った将軍「ロックバイン」のジェネレーション。
ビリィ
声：小林和矢
30歳（攻略本表記。ただしグローマーより年下、かつヴィットーリオと年が近いという作中の設定と矛盾する）。ロール2でシリルティア王国軍の遺跡探索部隊兵士を名乗りランディに協力を求めてきた人物。若いながらスクリーパーと闘うことが出来るだけの技量を有している。
その正体はロックバインの部下にして、現ネイラーン自治区の自警団（旧ネイラーン王国軍）に所属する若き兵士。ランディに正体を装って接触したのはネイラーン復興のため、旧ネイラーン領内に位置する遺跡の捜索を手伝わせるためであった。しかし、その任の最中に成り行き上別の遺跡に移動した末そこで本物の遺跡探索部隊と遭遇。止む無くランディを連れて行くことを諦めロックバインの元へ帰還する。
その後、ロックバインと共に問題の遺跡を探索するがそこでナイト・スクリーパーに遭遇。ロックバインやグローマーを逃がすべく自ら盾となり、瀕死の体でナイト・スクリーパーと共に溶岩流へと身を投じた。その死を見届けたロックバインは生前のビリィが憧れていた自分の名槍ビゼンを地面に突き立て、墓標とした。この墓標となったビゼンはゼオンシルトが十分強くなった（STRの値が一定値を越えた）後に引き抜く事が可能。ただし、強力ではあるが最強武器ではなく、その一歩手前の武器となる。
グローマー
声：羽多野渉
27歳。ネイラーン自治区自警団の幹部。優れた剣の使い手で、その力量はロックバインに次ぐと言われている。既婚者で子供がいる。
アレッサと共にジークヴァルトの封印をとくが、スクリーパーに変異させられてしまう。
フェルナンド
声：高橋良吉
27歳（攻略本表記。ただし、前王時代から兵として仕えている作中の設定とは矛盾する）。元ネイラーン王国軍兵士で、現在はネイラーン自治区自警団の幹部。ヴィットーリオの父であるネイラーン王の代から長らく仕えてきた忠臣。20年前に先王より双刃槍「ホダカ」を賜っている。剣の腕はロックバインやグローマーに劣るが、優れた策士であると自認するほどの切れ者。

### グランゲイル王国
ギャリック
声：檜山修之
23歳。グランゲイル王国軍の将校で、階級は大尉。グランゲイルに3人いるスレイヤーの1人。両手に持った金色と銀色の二本の斧を軽々と振り回す。強気な性格で、平和維持軍に対して堂々と暴言を吐く。そのためファニルからは「私、あの人嫌いです」と言われてしまう。一方では心の優しい面もあり、ロミナの想いの籠った友情のメダルを息子に渡すべくロッティと共に奔走する。ルーファスとは同僚にして親友の関係。ドラマCDでは野盗に対しても心優しく同情するルーファスを叱咤したが、そんなところは嫌いではないと述べている。
ドラマCDによれば、18年前にアドモニッシャーの砲撃によって叔父（母親の弟）を失ったばかりか多数の死者が出たという。そのためか当時のことについては悪感情を見せている。
ウォルゲイナー
声：上別府仁資
グランゲイル王国軍の将軍で、階級は中将。剣の使い手。軍では王に次ぐ実力者であると共に非人道的な作戦を嫌う人格者でもあり、ギャリックやルーファスを含む多くの将兵や国民から慕われている一方で、平和維持軍に対しては敵意を隠さない人物。また、グランゲイルに3人いるスレイヤーの1人でもある。42歳。
バクター
声：杉野博臣
21歳。グランゲイル王国軍の将校で、階級は中尉。豪快かつ出世欲の強い性格で、戦場で戦果を上げたり、スクリーパーを倒してスレイヤーになろうとしている。嫌味な面が目立つ人物だが、部下を大事にする面倒見の良い一面もあり、時に窮地に陥った部下を救おうと我が身を投げ打つ無謀な行動に出ようとする事も。ルーファスのことが苦手だったが、共に部下の窮地を救う為に共闘したことで友人と認めるようになった。
グランゲイル軍との決戦で戦う最後の相手である。
ストレイ
声：不明
バクターの部下で、ルーファスロールにて仲間として参加する。
グランゲイル王
グランゲイルの国王で、軍の総大将を兼務している。しかし、国家元首である王自らが戦場に出ることは基本的に無いので、ウォルゲイナーが最前線における最高責任者であり、自身はガイラナックで政務を行うに留まっている。しかし、平和維持軍への敵意や大陸統一への野心は強く、野心のために非人道的な作戦を軍部に命じる事も。

### 妖精
ユリィ
声：落合祐里香
妖精コンテスト本戦にて2年連続で優勝し、「クイーン・オブ・ピクシー」の栄冠を手にした妖精。一切の妥協を許さない性格で、その姿勢は高飛車なようにも見える。実は妖精の中でも、未来を感じ取る能力に秀でている。
クイーン・スクリーパーとの決戦に際し、ゼオンシルトに自らが感じた未来を告げる。そこには「2人の仲間が死ぬ」という不吉なものが含まれていた。そしてそれはセルディスとアイザックがアドモニッシャーの砲撃で傷一つないクイーン・スクリーパーに大打撃を与えようとアドモニッシャーで体当たりし、自爆したことで現実のものになってしまった。また、同時にクイーン・スクリーパーをゼオンシルトが仮に倒したとしても増殖復活することを示唆する発言も残している。
ロッティ
声：高口幸子
ゼルドックの淑女コンテスト優勝者。上品で礼儀正しい言動が持ち味である。パートナーはグランゲイル王国のギャリック大尉。
ノーラ
声：清水こずえ
ヤージェンの芸術コンテスト優勝者。優れた感性の持ち主で、素晴らしい絵を描くことと、人の思念を読むことに秀でており、次回作でその特技を活かす事に。
ニナ
声：神田理江
フェルメンティアの運動コンテスト優勝者。運動神経と体力に優れる、ボーイッシュな妖精。コリンとはかつて大食い競争で引き分けに終わったことがあり、ライバル関係である。パートナーはシリルティア王国近衛隊長シェリス。
ミランダ
声：和田みちる
トトゥアの学術コンテスト優勝者。優れた頭脳と冷徹な性格の持ち主で、劇中で登場する妖精の中でもある種の異色な存在。パートナーはトトゥア村の宿屋主人で、かつて平和維持軍設立に際し資金援助をしたアランの息子でもあるカラン。

### ハンター
ジークヴァルト
声：立木文彦
ゼオンシルト達が川を渡る船の上で出会った人物。単独でモンスターやスクリーパーと戦える超人的な力の持ち主。
実は約200年前に対スクリーパー兵器として改造手術を受けた生物兵器。相手の生命力を奪い取り、自分の力に変えることが出来る。生命力を奪う方法は主に2つ。相手に触れて直接奪うか、エナジードレインやドレインストームといった特殊技で遠距離から奪うか。また、奪った生命力を人間に与えることでスクリーパーに変異させ、意のままに操ることが可能。アレッサの祖先である女性スレイヤー、クラレッサの弟子であり、クラレッサの娘アレイアと結婚していた時期もある（アレッサはジークヴァルトの血を引く子孫に当たる）。
クイーン・スクリーパーを倒すため、数十人の同士（全員生物兵器）を引き攣れ戦いを挑むが、敗北。後に各国に協力要請を求めたが逆に危険分子とみなされ追われることとなった。唯一協力を申し出たカインズ家もグランゲイルが仕掛けた罠であり、毒の入った祝辞を食べさせ、動けなくなった所を殺そうというたくらみだった。結果、最終的に同士は全滅。ジークだけが生き残ることになった。
過去には同士の「強い相手から生命エネルギーを奪えば簡単に強くなれる」という意見に対し、「それをしたら俺たちは人間じゃなくなる」と言って止めるなどしていたが、上記のことからクイーンを倒すためには手段を選ばない男になってしまった。
1人で各国を相手に奮闘し、エネルギーを奪い取りることで加速度的に強化し続けるジークを最早手の施しようがないと見た各国は、ポトラド人の力を借りて、ジークを龍穴の場所へ誘い込み、封印した。
その後、アレッサの手によって封印が解かれることになる。以後、自分の子孫であるアレッサの味方となり、自分と同士を陥れたグランゲイル軍に大打撃を与えることとなる。必殺技ドレインストームによってギャリックを戦闘不能に、ウォルゲイナー中将の命を奪い取る。
数百人という数の人間を餌としていたジークだが、しばらくの間旅を共にしたゼオンシルトたちには、積極的に手を出そうとはしなかった。
終盤にて、アレッサとともに多数のミュータントスクリーパーを引きつれ、グランゲイルの首都ガイラナックへと侵攻を開始。それを食い止めるべく現れた主人公たちと最後の戦いを交える。
新必殺技、拘束結界による広範囲の重力波で近づくものの移動速度を落としたり、複数の分身を生み出す能力を会得している。ただし、アレッサが倒されると彼女を救おうと移動するため、本体が露見する。最後にクイーンスクリーパーを倒せなかった無念と、唯一倒すことのできる可能性だった自分を殺したことを後悔すると言い残し死亡した。
その理由は、クイーンスクリーパーは周囲のエネルギーを吸収して無限に再生するという特性から。また、続編に当たる『VI』では、死体となっても無数の固体に分裂しより厄介な相手になるという特性もあった。ジークヴァルトはそのことを知っていたので、対策を練っていたことが続編にて明かされる（ポトラド族が生み出す「吸引の石版」に死体を封印するしか手立てがない）。
サブロールの操作キャラの一人だが、クリアしても彼の過去が明かされるだけで特に変化はない。
エル
声：不明
ジークに同行する女性ハンター。彼女とジークを含めてハンターは総勢27名であった。グランゲイルの刺客からジークヴァルトを守る戦いの中で命を落とした。彼女の死を目前にしたことでジークヴァルトは今の性格に豹変してしまった。

### スクリーパー
ポーン・スクリーパー
青の体色をしたナメクジのような姿をしたスクリーパー。もっとも弱いとされるスクリーパーだが、これ一匹だけでも一般人からすれば苦戦を強いられる。1人で倒した者には「ポーンスレイヤー」の称号が与えられる。
ルーク・スクリーパー
黄色と紫色が混じった体色を持ったナメクジのような姿をしたスクリーパー。ポーン・スクリーパーより体躯が大きい。1人で倒した者には「ルークスレイヤー」の称号が与えられる。
ナイト・スクリーパー
黒地に白いラインが入った体色をしたエイのようなスクリーパー。このナイト・スクリーパーを1人で倒せたのは、ロックバイン将軍1人だけである。1人で倒した者には「ナイトスレイヤー」の称号が与えられる。
ビショップ・スクリーパー
エメラルドグリーンの体色をしたエイのようなスクリーパー。ナイト・スクリーパーより体格が大きい。他のスクリーパーとは違い、強力な魔法を使用する。1人で倒した者には「ビショップスレイヤー」の称号が与えられる。だが、この称号を持つ者は（闘技場で1対1で戦って倒した場合の）主人公ゼオンシルトただ1人である。
ミュータント・スクリーパー
ジークヴァルトによりパワーを分け与えられた人間の内、そのパワーに耐えられなかった者のなれの果て（耐えきることができれば、人の姿を保ったままで急激なパワーアップが可能）。また、一号細胞を植え付けられた維持軍兵士を、投薬の効果が切れたまま放置した場合もこの化け物へと変貌する。人間とスクリーパーが混合したことで生まれる、特殊なスクリーパー。死亡した場合、元の人間の姿に戻る。
ヤクト・スクリーパー
スクリーパーを倒すために生み出された、人工のスクリーパー。白銀の体色が特徴。ルーク・スクリーパーをベースに改造されたが、人間を襲うという本能だけはどうすることもできず、近くにいるスクリーパーと人間を無差別に襲う。3体だけ製造され、それぞれ人間の手を離れて特殊な細工が施された洞窟を根城にしている。
ヌナーンにすむ個体はゼオンシルトの父を殺害している。
クイーン・スクリーパー
スクリーパーの頂点に立つ存在。本作のラストボス。単にクイーンとも呼ばれており、名前の通りスクリーパーを生み出し、使役することができる。侵略者と戦っていた艦長らが敵対者の本拠地を龍玉の力で滅ぼした際、敵対者が反撃のために生み出したのがスクリーパーである。クイーン・スクリーパーもその時に誕生し、制海権の7割を支配し、各国との連携を断っている。龍玉を囮にした作戦によりカイザリス島に封印されていたが、分身を作り出し、復活させるために暗躍させる。
他のスクリーパーを圧倒する巨体を持ち、頭部を覆い隠す外殻によって常に守られている。人語を発することはないが、高い知能と知性を持っている。
また、魔法を使うだけではなく様々な能力を持っている。飛行、生殖、超音波による攻撃・防御、また人間に擬態させた分身を生み出すことが可能。
ダメージを受けるたびに、周囲からエネルギーを取り込み、無尽蔵に回復を続けるので倒すのは不可能とされている。また、仮にエネルギー吸収を破り、倒したとしても死体から分裂を初め、無限に増殖して活動するため吸引の石版を使って死体を封印しなければならない（これは『VI』で明かされた設定）。ジークヴァルトはこのことを知っていたらしく、死に際に「オレを倒したことを後悔する」とゼオンシルトたちに言い残していた。
終盤では分身を利用し、復活を果たす。大陸に侵攻するがアドモニッシャーを起動させたセルディスとアイザックに阻まれる。アドモニッシャーを寄せつけない実力を見せるが、捨て身の特攻によりアドモニッシャーと相討ちとなりカイザリスへ落下。その間隙を突いたゼオンシルトたちと直接対決することとなる。ロミナの犠牲によって得たゼオンシルトの「超音波結果」によりクイーンは弱体化し、更にはジークヴァルトから情報を得ていたアレッサの発明により、無尽蔵の再生能力を無効化される。世界を守るために散って行った大人たちの意志と、それらを受け継いだジェネレーションズによりクイーン・スクリーパーは討ち滅ぼされた。

### その他
ロミナ
声：井浦愛
ゼオンシルトの母。息子を出産後維持軍へと志願し、初めて超音波結界の能力を得たものの、死亡。その後は亡霊となって大陸をさ迷っている。23歳没。
ロール1で登場する正義戦隊の一員でもある。役職は正義ホワイト。のちに正義レッドと結婚してゼオンシルトを産む。だが間もなくヤクト・スクリーパーの襲来によりロミナとランディ以外のダインたちは死亡。復讐のために我が身を差し出し、アイザック主導の研究の被検体となった。
ベルビーリ
かつて侵略者と戦った古代人。龍玉をエサにしてクイーン・スクリーパーをカイザリス島に封印した。龍玉守護者の隠れ里の地下には、彼らが乗ってきた艦が隠されている。ベルビーリはその艦の艦長であり、内部に侵略やクイーン・スクリーパーとの戦いの記録を残していた。なお、この艦のクルーの末裔が龍玉守護者である。
少女
若き日のセルディスとアイザックがカイザリス島で遭遇した少女。島の結界に閉じ込められていたが、セルディスとアイザックによって結界から出され、島を離れる。
それから20年後、当時と全く変わらない姿でゼオンシルト達の前に登場。一言も言葉を話さず、右目から血の涙を流す様は、ただの子供とは異なる不気味な印象がある。
彼女は人間ではなく、人間に擬態したクイーン・スクリーパーの分身。人間に擬態している関係で、身体能力は人間よりも若干上の程度だが、クイーン・スクリーパー本体を守る結界が弱くなるに従って、スクリーパーを効率よく操れるようになる。そして、平和維持軍を強襲してスクリーパー制御装置と龍玉を奪い、これを使用して龍脈のエネルギーを使い果たさせ、クイーン・スクリーパー本体を封じ込めた結界を解く。そして、スクリーパーを率いてグランゲイルとシリルティアを襲撃し、最後にはクイーン・スクリーパー本体に挑もうとするゼオンシルト達の眼前で、クイーン・スクリーパー本体の中に戻った。
封印が解かれたクイーンは空を飛び、スクリーパーと共に人間を皆殺しにするべく進行を開始した。それに対してアドモニッシャーの一撃が見舞われるがこれを超音波の壁で防ぐ。平和維持軍の切り札が破られたかのように思えたが、セルディス、アイザックによるアドモニッシャーの特攻で自爆され、ダメージを受けカイザリスに落下。その後ゼオンシルト達とアレッサに倒される。
チェスでいうクイーンとは1つしかない最強の駒のこと。周囲のエネルギーを吸収して無限に再生を繰り返したり、死体になると分裂して再活動するという能力を持っている。そのため、完全に倒すには吸引の石版というものに死体を封印する必要があることが、本作の直接の続編である『グローランサーVI』で明かされる。
メルヴィナの祖父
声：不明
龍玉を管理してきた秘宝守護者の隠れ里の族長。
一人娘が戦争に巻き込まれて死亡し、娘婿は龍玉を盗み出して出奔してしまったため孫娘であるメルヴィナを親代わりに養育してきた。族長の立場と「裏切り者の娘」として迫害されている孫の間で苦しんでいる。

## キーワード
大陸
この物語の舞台。周囲を結界で閉ざされており、外界との交流はない。水生生物のスクリーパーが生息している関係で人間の生活圏は川や海から離れた場所が中心となり、いつしか限られた豊かで安全な土地を奪い合う戦争が起こる。
約2000年前にクイーン・スクリーパーを封印する為に龍脈を利用する結界を作った為、龍脈利用による地力の消耗が起こり、緑豊かな土地が砂漠化するという問題が起こっている。しかし、龍脈のエネルギーを消費し尽くして結界が消えた後は他大陸からの龍脈エネルギーが流れ込んでくるので、最終的には地力が回復することになっている。
次作『グローランサーVI』では、ゴートランド大陸と外界の人間から呼ばれていることが判明する。
古代帝国
元々は小国であったが、戦争を起こさずに大陸を統一したという伝説的な国家。セルディス、ヴァネットとランディが戦争問題を解決すべくその詳細を調査していた。
実際は龍玉を使った経済封鎖で他国を侵略していたことが明かされた。
アドモニッシャー
グランゲイルの大いなる力の遺跡に眠っていた古代の超兵器。主砲の破壊力は、一撃で大地を抉り、湖を作り出すほど。臨界状態を安定して維持出来ない魔動炉の代用･補助システムとして龍玉を用いる事で、再起動した。
長らく平和維持軍の切り札として戦争を抑止していたが、大地の力を動力の補助に使っていたため、土地の荒廃を加速させる原因の一つとなってしまった。
クイーン･スクリーパーとの決戦では、主砲を連射可能に改造してクイーンを砲撃するも、クイーンの超音波攻撃で主砲を防がれ、アドモニッシャー自身も大損傷を負ってしまう。最期は敗北を悟ったセルディスの操縦で、魔動炉を超臨界にしてクイーンに特攻。クイーンをカイザリス島に撃墜することに成功した。
龍玉
本作の世界の舞台となる惑星の分身とも言える宝石。地脈のエネルギーを自在にコントロールし、惑星を砕くレベルの力でなければ破壊不可能と、驚異的な機能と耐久力を誇る。
秘宝守護者の隠れ里に秘匿されていたが、族長の娘婿であったアイザックの手によって持ち出され、アドモニッシャーの補助動力として使われてしまう。
次作で、異星からやってきた侵略者の精神を封じ込めていた事が明かされた。
平和維持軍
いかなる国家にも属さない軍隊。これまで各国の領土とならなかった大陸中央部の荒地が広がる地域と、スクリーパーが出現する危険性を抱える海沿いの地域を拠点としている。古代兵器アドモニッシャーの破壊力で国家間の戦争を抑止し、対話による平和の維持を目的に設立された。5人の人物が設立に大きく関わるが、現在ではその中の2人である総司令のセルディス、副司令のアイザックが中心人物。
平和議会
平和維持軍によって開催される議会。各国の代表が出席し、対話によって国家間の外交や問題解決を図る。議会場は平和維持軍本部敷地内にある。
グランゲイル王国
大陸南東部を国土とする王制国家。王都はガイラナック。強固な軍事力を有する戦闘国家であり、国土南部の砂漠化が進んだ関係で大陸統一を最終目標に戦争を仕掛ける。その結果、ネイラーンを占領しシリルティアとも戦争を繰り広げようとするもセルディスやアイザックの勧告に従わずに軍を進めようとして、アドモニッシャーにより砲撃され多くの将兵を失う。
それから20年後の現在では、諸外国とは一応平和的な関係ではあるものの、軍人や国民は先の戦争の事情で平和維持軍に対し、大陸諸国で最も強い敵意を抱いている。ただし、南部の砂漠地帯にすむ砂漠の民は、外部の人間に対しても温厚である。
ネイラーン王国
大陸北東部を国土とする王制国家。豊かな土地を有するが為にグランゲイルから侵略され、軍のみならず国民まで徹底抗戦するもヌナーンなどの都市を破壊され、完全占領された。しかし、ロックバインの手によって王の遺児であるヴィットーリオが保護され、ネイラーン自体も平和維持軍の仲介によりグランゲイル領ながら自治権を認められた。しかしその代償に、ネイラーン軍の中核であったネイラーン騎士団は、モンスター相手の自警団としてグランゲイルからかろうじて存続を認められるなど、被占領国としての屈辱が始まることに。
肥沃な土地を奪われた上に重税を課せられていることもあり、現在でも大半の民はグランゲイルに対し反感を抱いている。そんな不満を持つ民衆から強い支持を得る形で、ロックバインの勢力がネイラーン復興を目指し暗躍している。
シリルティア王国
大陸西部を国土とする王制国家。王都はフェルメンティア。国土は南北に広がっており、寒冷地や熱帯のジャングルが存在する。グランゲイルがネイラーンを占領した直後、グランゲイルと交戦状態になるもセルディスやアイザックの勧告に従い、軍を引き上げた為アドモニッシャーによる被害を受けなかった。
現在では平和維持軍の行動に対し、シェリスを中心とする支持派とタカ派との間で軋轢が存在するが、現状での最優先課題は川沿いに出没するスクリーパーへの対処や、穀倉地帯の水源確保である。
小国連合
シリルティアの南方に位置する連合勢力。アッシュ、ベルド、カーチスの3国が他国と互角に渡り合えるよう連合を組んで誕生した。平和議会には3国それぞれから代表が出席している。
続編『6』では黒幕勢力によって滅ぼされてしまったことが語られた。
ポトラド人
大陸北西部に住む、亜人種。人間に比べて身長は低く、ポトラド語という独自の言語（劇中では書物などに書かれた文字）を用いる。土地の地力など様々な物の波長を感じ取る能力の持ち主で、これを元に独自の魔法や技術を有している。また、地力を消耗させないよう村を移りながら生活しているので、人間のように特定の箇所に村や町を作って永住することはなく、結果ガイラナックやフェルメンティアのような大都市は存在しない。
基本的に北西部の自らの勢力圏から出ることはない閉鎖的な種族で、平和議会とも無縁だがペルナギのような例外事項もある。
スクリーパー
人間を襲う習性がある、世界最強の生物。アメフラシ型のポーン、ルーク、トビエイ型のナイト、ビショップが知られている。
極めて防御力が高く、倒すには普通は100人単位の兵士の集中攻撃が必要とされている。本来は水生生物であり、乾燥地域は嫌うらしい。
約2000年前の世界において全てのスクリーパーの上位に位置し、絶大な戦闘能力と生命力を有するクイーン・スクリーパーが存在したが、当時の古代文明の艦隊との戦いの果て、絶大な犠牲と引き換えにクイーン・スクリーパーは大陸のカイザリス島に封印された。これに対し他のスクリーパーはクイーン・スクリーパーを助けようと大陸に向けて殺到するが、艦隊の将兵達は龍脈を利用したカイザリス島の結界を大陸の外延部に施すことで既に大陸にいる個体以外のスクリーパーが入ってこられないようにした。なお、このスクリーパーが生まれた理由は6で明かされることになる。ポーンやルークといった名はチェスの駒の名からきている。
スレイヤー
スクリーパーを単独で倒すことのできる力を持った者達。倒したスクリーパーによって、ポーン・スレイヤーやルーク・スレイヤーと格付けされる。スクリーパーを集団で倒した場合はスレイヤーとして認められない。
グランゲイル軍ではスレイヤーに対し、特別な軍服を支給するなど優遇措置が行われている。
作中で存在が確認できるのはナイトスレイヤー2名（故人であるクラレッサとロックバイン）、ルークスレイヤー4名（シェリス、ウォルゲイナー、ギャリック、ルーファス）の計6名。ゼオンシルトも闘技場で該当するスクリーパーを闘技場で倒すことでポーンからビショップ、そしてヤクトスレイヤーの称号を取得可能。ただしゼオンシルトは超音波結界が自動的に発動してしまう特異体質である関係上、戦うはスクリーパーに酷似したモンスターという設定である。しかし強さはスクリーパーと変わらない。
バイタルエネルギー
この世界の生命体が持つ意志の力をエネルギーとして抽出したもの。水溶性の結晶の形で保存が可能である。
抽出源の意志力や気力が高い生物程抽出効果が高く、それ故に人間から抽出するのが最も効率的であるが、抜き出された人間は運が悪ければ死亡、運が良くても意識不明の昏睡状態になってしまう。
ペルナギ博士が龍玉に代わるエネルギーとして研究しており、後にファニルが幼少期に覗き見たペルナギ博士の本を元に実用化。ファニルから提供された平和維持軍実行部の秘密部隊と、ペルナギ博士が提供したグランゲイル軍が技術を保有している。
友情のメダル
若年時代のセルディスが介抱した瀕死のネイラーン兵から託されたメダルで、「変わらない友情と信頼の証」として知られていた。セルディスからゼオンシルトの父に託され、その後ロミナ→ランディ→ビリィ→ロックバイン→ヴィットーリオ→ルーファス→ギャリックの順に譲られ、メダルに秘められていたロミナの意思に気付いたロッティとギャリックの手によって彼女の遺児であるゼオンシルトに返還された。
本作のラストでゼオンシルトが仲間達に渡す形になり、ランディ、クライアス、ルーファスに渡すと「自分からゼオンシルトに送る」という形で返され、コリンに渡した場合は「嬉しいけど、大き過ぎるから」と返される。最終的にはファニル、メルヴィナ、シェリスのいずれかのヒロインにプロポーズの証として渡されるが、次作『グローランサーVI』の終盤でゼオンシルトがエスグレンツ大陸に出張する際、ゴートランド大陸に残ったヒロインから再度ゼオンシルトに託される（三人のうちの誰からなのかはプレイヤーの想像に委ねられる）。